# 중심 (기하학)
중심(中心)은 어떤 도형의 가운데를 말한다.

## 원/구
원 또는 구에서 중심은 원/구의 가운데이다. 지름은 항상 원/구의 중심을 지나간다.

## 삼각형
삼각형에서 세 직선이 한 점에서 만날때 그 만나는 점을 삼각형의 중심이라 부른다. 그 중 특히 잘 알려진 다섯 예를 삼각형의 오심이라 한다.
Kimberling은 3000개가 넘는 삼각형의 중심에 대한 백과사전을 작성하였다.

## 선분

중점

어떤 선분의 중심은 중점이라고 불린다. 좌표에서 양끝점이 각각 {\displaystyle (x_{1},y_{1})}, {\displaystyle (x_{2},y_{2})}인 선분의 중점은 {\displaystyle \left({\frac {x_{1}+x_{2}}{2}},{\frac {y_{1}+y_{2}}{2}}\right)}이다.